# Продо (Терни)
Продо је насеље у Италији у округу Терни, региону Умбрија.
Према процени из 2011. у насељу је живело 49 становника. Насеље се налази на надморској висини од 407 м.